# Ghiacciaio Skåle
Il ghiacciaio Skåle (in norvegese, letteralmente: "Respingimento") è un ghiacciaio situato sulla costa della Principessa Astrid, nella Terra della Regina Maud, in Antartide. Il ghiacciaio si trova in particolare nel gruppo montuoso dei monti Mühlig-Hofmann, dove fluisce verso nord scorrendo tra il monte Festninga e il monte Hochlin.

## Storia
Il ghiacciaio Skåle fu scoperto e fotografato per la prima volta nel 1939 grazie a ricognizioni aeree svolte durante la spedizione tedesca Nuova Svevia, 1938-39, ed in seguito rimappato più dettagliatamente da cartografi norvegesi grazie a ricognizioni effettuate nel corso della sesta spedizione antartica norvegese, svoltasi nel 1956-60, che lo battezzarono con il suo attuale nome.